# Pierre Andurand
Pour les articles homonymes, voir Andurand.
 (juillet 2025).
Pierre Andurand (né en février 1977 à Aix-en-Provence) est un homme d'affaires et gestionnaire de fonds spéculatifs français. Ses fonds gèrent environ 2 milliards de dollars d'actifs[Quand ?] et ont produit des rendements cumulés de 900 à 1 300 % pour les investisseurs depuis 2008[pas clair]. Il est également l'actionnaire majoritaire de la ligue internationale de kickboxing Glory.

## Jeunesse et éducation
Pierre Andurand est né à Aix-en-Provence, en France. À l'âge de huit ans, il déménage avec sa famille sur l'île de la Réunion. Il y passe six ans avant de retourner à Aix en Provence. À l'âge de dix-sept ans, il déménage à Toulouse pour étudier à l'Institut National des Sciences Appliquées (INSA), où il obtient une maîtrise en mathématiques appliquées, avant de rejoindre l'École des hautes études commerciales de Paris (HEC), où il obtient une maîtrise en finance internationale[réf. souhaitée].
Il est également titulaire d'une maîtrise en informatique de l'université Columbia, d'une maîtrise en physique mathématique et théorique de l'université d'Oxford et d'une maîtrise en astrophysique de l'université Queen Mary de Londres[source insuffisante].
Passionné de natation dans sa jeunesse, Pierre Andurand a été membre de l'équipe nationale junior de natation de France.

## Carrière
Après avoir obtenu son diplôme, Pierre Andurand a été recruté par Goldman Sachs pour travailler comme négociant en pétrole pour son unité de négoce de matières premières à Singapour. Après Goldman Sachs, il a rejoint Bank of America Singapore en tant que directeur du trading pétrolier. Il a ensuite rejoint Vitol à Singapour en tant que responsable commercial. Pierre Andurand s'installe ensuite à Londres en 2004 et devient associé. Il était réputé pour être l'un des traders les plus performants de l'entreprise, ce qui lui a valu un bonus de 20 millions de dollars à la fin d'une année de trading particulièrement réussie.

### Blue Gold Capital
En octobre 2007, Pierre Andurand a cofondé le groupe d'investissement de fonds spéculatifs BlueGold. Le Fonds mondial BlueGold a ensuite été lancé en février 2008 avec 300 millions de dollars d’actifs sous gestion. En juin de cette année-là, ses résultats ont été décrits par le New York Post comme étant de proportions « époustouflantes » et « monstrueuses ». Son pic d’ actifs sous gestion a atteint 2,4 milliards de dollars. La performance était de 210 % en 2008, 55 % en 2009, 13 % en 2010 et -34 % en 2011,,. BlueGold a fermé ses portes en avril 2012, restituant près de 99 % de ses actifs sous gestion en un mois, après que les fondateurs aient décidé de se séparer.

### Andurand Capital
En février 2013, Pierre Andurand a lancé un nouveau fonds spéculatif : Andurand Capital, dont l'objectif est d'investir principalement dans l'énergie et les matières premières, notamment le pétrole et les métaux,,,.
En 2013, le fonds Andurand Commodities a terminé l'année comme l'un des fonds spéculatifs sur matières premières les plus performants avec un rendement de 25%. En 2014, le fonds a généré un rendement de 38% net de tous les frais en prévoyant une forte baisse des prix du pétrole brut,,,,.
En 2016, Andurand est devenu optimiste quant au pétrole, dans un contexte de marché baissier qui a vu le pétrole atteindre son plus bas niveau depuis 12 ans, à 30 dollars le baril. Il a rapporté 22% cette année-là.
En juin 2022, la société gère 2 milliards de dollars d'actifs répartis dans plusieurs fonds distincts. Le fonds le plus important, le Andurand Commodities Discretionary Enhanced Fund, a enregistré un rendement de 162% jusqu'en juin 2022, après avoir enregistré un rendement de 87% en 2021 ; le Andurand Commodities Fund, d'une valeur de 750 millions de dollars, a enregistré une hausse de 41% au cours de la même période.

### Pandémie de Covid-19 et chute des prix mondiaux du pétrole en 2020
Dans une interview au Financial Times, Andurand a déclaré que le Covid-19 était devenu son seul domaine d'intérêt depuis début 2020, lorsqu'il a passé deux semaines à étudier la propagation précoce de la maladie. Andurand a affirmé qu'il était clair pour lui depuis février que le virus allait se propager au reste du monde, qu'il était contagieux et que le nombre potentiel de décès rendait les confinements inévitables. Il a positionné ses fonds pour parier contre le prix du pétrole, convaincu que l'énergie serait l'un des secteurs les plus durement touchés,. À la mi-2021, Andurand est redevenu optimiste à l'égard du pétrole dans un contexte de reprise de la demande et de ralentissement de la croissance de l'offre. Son fonds discrétionnaire amélioré Andurand Commodities a terminé avec des gains annuels de 87% en 2021, après des gains de 154% en 2020. Le même fonds a augmenté de 112% depuis le début de l’année jusqu’en avril 2022. Son fonds principal, Andurand Commodities Fund, a clôturé l'année 2021 en hausse de 36 %.

### Fonds pour le climat et l'énergie d'Andurand
En juillet 2021, Andurand a lancé un fonds environnemental, confirmant ainsi l'orientation de l'entreprise vers la transition énergétique verte. Le Fonds de transition climatique et énergétique Andurand a enregistré un rendement de 28% en janvier 2022.

### Glory (kick-boxing)
Passionné d'arts martiaux, Andurand s'est tourné vers le kickboxing comme moyen de rester en forme tout en travaillant comme négociant en pétrole. Il a formé Glory World Series après que la série rivale K-1 ait rencontré des difficultés financières et ait refusé l'offre de rachat d'Andurand.
En septembre 2016, Glory Sports International a annoncé un tour de financement de série B avec Yao Capital, la société d'investissement fondée par la star chinoise du basket-ball Yao Ming, acquérant une participation stratégique importante dans la société ; Liberty Global a également participé au syndicat. Les actionnaires existants de Glory, dont TwinFocus Capital Partners de Boston, ont également participé au tour de financement[réf. souhaitée].

## Vie personnelle
En août 2011, Andurand a épousé Evgenia Slusarenko, avant qu'ils ne décident de divorcer en 2016. En juillet 2019, il a épousé Elena Sereda .